# Melanargia elvira
Melanargia elvira är en fjärilsart som beskrevs av Hans Fruhstorfer 1920. Melanargia elvira ingår i släktet Melanargia och familjen praktfjärilar. Inga underarter finns listade i Catalogue of Life.